# Джилъу
Вижте пояснителната страница за други значения на Джилъу.
Джилъу (на румънски: Gilău; на унгарски: Gyalu; на немски: Julmarkt) е село в окръг Клуж, Румъния. Част от метрополиса на Клуж-Напока. Според преброяването на населението през 2002 г. има 7861 жители.

## Забележителности
- Римски каструм в Джилъу
- Замък „Джилъу“
- Замък „Вас-Банфи“
- Конак Галус
- Езеро Тарница
- Резерват „Кариера Корабия“